# Tel Dán-sztélé
A Tel Dán-sztélé két töredékből (B1 és B2) álló feliratos kőtábla, melyeket Tel Dán ásatásain 1993 júliusában tártak fel. Majdnem egy évig tartott, mire a két darab összetartozó voltát felismerték, de összeillesztése még mindig bizonytalan. Az általában elfogadott álláspont szerint a két darab az eredeti kőtömbön egymás mellett helyezkedett el, de a kérdés még vitatott. Összesen tizenhárom sor töredékei ismerhetők fel.
Datálása is bizonytalan. Az i. e. 733-as asszír dúlás rétege alatt volt, ezért ettől korábbi. Azonban már másodlagos leletkörnyezetből ismert, a darabokra tört kőtömböt egy épület falaiba építették be, feltehetőleg héber építészek. George Athas véleménye szerint a sztélé Hadad-Ezrá (vagy II. Barhadad) felirata, mások Hadad-Ezrá fia, Hazaél, sőt még későbbi, esetleg i. e. 8. századi keletkezésűnek tartják.
A szöveg egy arámi (arameus Damaszkusz) király győzelmét örökíti meg, aki Izrael, illetve Dávid háza felett aratott győzelmet. A Dávid háza kifejezés fordítása szintén vita tárgyát képezi, mivel a „dwd” feloldása nem csak Dávid lehet. A Bibliában a Királyok második könyve két alkalommal említ arámi–héber konfliktust. Az egyik mindenképp Hadad-Ezra nevéhez fűződik, a másik (rámót-gileádi csata) vagy Hadad-Ezra, vagy az ő fia, Hazaél idejében volt.
A Mésa-sztélével együtt összesen ez a két dokumentum van, ami megerősítheti a biblikus Dávid-háza említéseket.
A szöveg datálása két töredékes név és a dwd szó alapján történt. Amennyiben a [...]rm név yhw kiegészítése helyes, csak akkor szól Jórámról, aki Akháb fia. A szöveg tartalmazta egykor [...]rm apja nevét, de olvashatatlan, így csak feltevés, hogy ʾḥʾb állt ott. Szintén gyakorlatilag olvashatatlan szakasz, amelyik a sztélé felállítása idején regnáló izraeli királyt említi, a rekonstrukció (wyhwʾ.m) kizárólag azon alapul, hogy a fentebbi névtöredék Jórám. A Jórámként olvasott nevű uralkodó Akházjáhu nevű fia és a Biblia szerint őket meggyilkoló Jéhu is teljesen bizonytalan, emellett Akháznak egy-egy fia és unokája is viselte ezt a nevet, az unoka Jórám fia. A nevek ilyen rekonstrukciója elég jól megfelel a Bibliából ismert információknak, leszámítva azt, hogy a Biblia szerint Akházjáhu balesetben halt meg. A tény azonban csak annyi, hogy egy arámi király győzelméről van szó, egy valakinek a fia, [...]rm nevű, ismeretlen helyen (talán Izraelben) uralkodó király felett, akinek a fia is meghalt, és akit egy szintén ismeretlen nevű személy követett a trónon.
Ha a fentiek szerint rekonstruált nevek helyesek, akkor a sztélé felállítása Jéhu uralkodása idején, az i. e. 9. század második felében történt.

## A szöveg
| A sztélé szövege                             | A sztélé szövege                          | A sztélé szövege                                                                                |
| Eredeti szöveg                               | Átírásban (transcriptio)                  | Fordítás                                                                                        |
| -------------------------------------------- | ----------------------------------------- | ----------------------------------------------------------------------------------------------- |
| 1....]א]מר.ע[...]וגזר...]                    | [ʾ]mr.ʿ[...]wgzr[...]                     | [...] [...] és vágott [...]                                                                     |
| 2....]אבי.יסק[.עלוה.בה]תלחמה.בא[...]         | [...]ʾby.ysq[.ʿlwh.bh]tlḥmh.bʾ[...]       | [...] apám odament [amikor ellene a] [...] harcolt                                              |
| 3.וישכב.אבי.יהך.אל[.אבהו]ה.ויעל.מלכי[יש]     | wyškb.ʾby.yhk.ʾl[.ʾbhwh].wyl.mlky.[yś     | majd lefeküdt atyám, elment atyáihoz, és/de feljött Izrael                                      |
| 4.ראל.קדם.בארק.אבי[.ו]יהלך.הדד[.]א[יתי]      | rʾl.qdm.bʾrq.ʾby[.w]yhlk.hdd[.]ʾ[yty]     | királya korábban atyám földjére. De [...] Hadad engem [...]                                     |
| 5.אנה.ויהך.הדד.קדמי[.ו]אפק.מן.שבע[ת[...]     | [...]ʾnh,wyhk.hdd[.w]ʾpq.mn.šbʿ[t]        | És Hadad ment előttem, [és] én eltértem [a] hét [...]                                           |
| 6.י.מלכי.ואקתל.מל[כן.שב]ען.אסרי.א[לפי.ר]     | y.mlky.wʾqtl.ml[kn.šb]ʿn.ʾsry.ʾ[lpy.r]    | az én országomban, és én megöltem [hetve]n kirá[lyt], amikor felfegyvereztem ez[er harci szek-] |
| 7.כב.ואלפי.פרש.[קתלת.אית.יהו]רם.בר.[אחאב]    | kb.wʾlpy.prś.[qtlt.ʾyt.yhw]rm.br.[ʾḥʾb]   | -eret és ezer lovas harcost. [Én öltem meg Jeho]rámot, [Akháb] fiát                             |
| 8.מלך.ישראל.וקתל[ת.אית.אחז]יהו.בר[.יהורם.מל] | mlk.yśrʾl.qtl[t.ʾyt.ʾḥz]yhw.br[.yhwrm.ml] | Izrael királyát, és én öltem meg [Ahaz]jáhut, [Jehorám kir]ály fiát                             |
| 9.ך.ביתדוד.ואשם[.אית.קרית.הם.חרבת.ואהפך.א]   | k.bytdwd.wʾśm[.ʾyt.qryt.hm.ḥrbt.wʾhpk.ʾ]  | Dávid házából(?). És én [városaik felé] fordultam, [azok romhalmazzá lettek]                    |
| 10.ית.ארק.הם.ל[ישמן]                         | yt.ʾrq.hm.l[yšmn]                         | földjeik [elpusztultak ...]                                                                     |
| 11.אחרן.ולה[...ויהוא.מ]                      | ʾḥrn.wlh[...wyhwʾ.m]                      | Más [...] [és Jehu ur-]                                                                         |
| 12.לך.על.יש[ראל...ואשם]                      | lk.ʿl.yś[rʾl...wʾśm]                      | -alkodott Iz[rael] felett [és én helyeztem]                                                     |
| 13.מצר.על                                    | mcr.ʿl                                    | az ostrom után [...]                                                                            |

## Külső hivatkozások
- Tel Dan Stele
- The New York Times, 1993